# Хофу
Хо́фу (яп. 防府市, ほうふし, хофу сі ) — місто в Японії, у південній частині префектури Ямаґуті. Засноване 25 серпня 1936 року шляхом злиття таких населених пунктів:
- містечка Хофу (光町)[2];
- містечка Наканосекі (中関町);
- села Ханасіро (華城村);
- містечка Муре (牟礼村).

У 7–9 століттях на території міста розташовувалась адміністрація провінції Суо та провінційні буддистські монастирі кокубундзі. У 17 столітті райони сучасного Хофу були відомі солеварними мануфактурами, продукція з яких постачалася до великих японських міст Осаки, Кіото і Едо. 
Визначними пам'ятками міста є святилище Хофу Тенманґу, музей самурайського роду Морі, храм Амідадера та інші. 